# 수렵채집사회

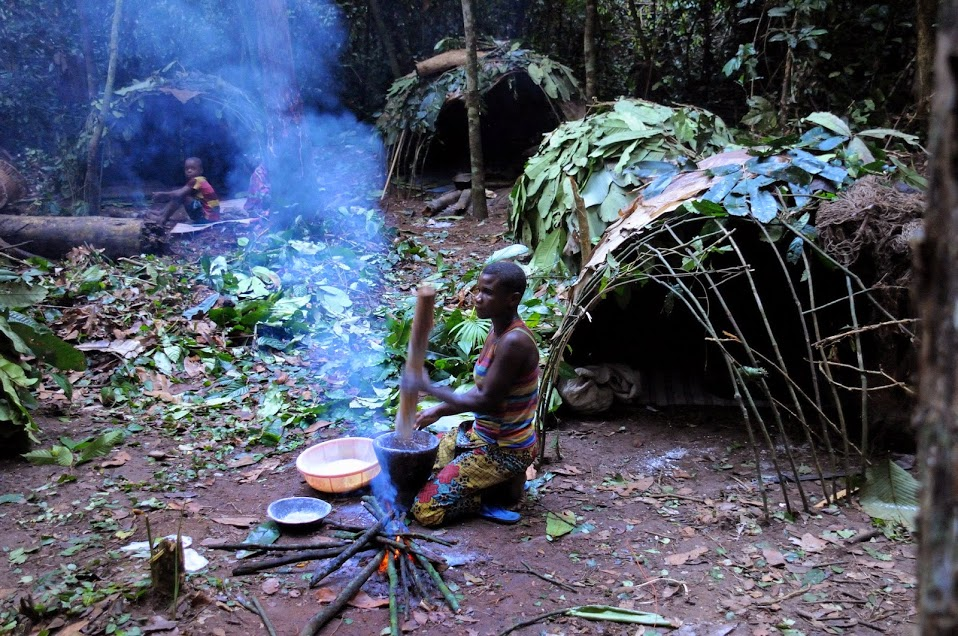
2014년 8월 콩고 분지의 피그미 수렵채집민

수렵채집사회(狩獵採集社會, 영어: hunter-gatherer society)는 인류학적 사회 분류로, 야생 동식물의 수렵과 채집을 통해 대부분의 식량과 생활 기반을 얻는 사회를 말한다. 이러한 사회의 구성원을 수렵채집민(영어: hunter-gatherer, forager)라고 한다. 이들은 식물, 곤충, 버섯, 꿀, 새알, 기타 자연에서 발생하는 먹기에 적합한 것들을 채집하거나, 사냥(동물을 쫓는 것 뿐만 아니라 덫 놓기나 물고기 잡기도 포함) 등을 통해 식량을 얻는다. 이는 잡식성의 다른 대부분의 척추동물에게서도 보이는 생활 방식이다. 수렵채집사회는 작물 재배나 가축 사육을 행하지 않는다는 데서 농업 사회와 구분되나 둘 사이의 경계가 항상 명확히 구분되는 것은 아니다.
인류 최초의 사회구조로서 농경이 시작된 신석기 시대 이전까지 모든 인류는 수렵채집사회였다고 생각된다. 또한 현생 인류 역사의 최소 90% 이상을 차지하여 가장 오래 지속된 생활방식이기도 하다. 농업의 발명 이후 변화에 따라가지 못한 수렵채집민은 유라시아에서는 거의 모든 지역에서 농업 및 목축 민족에 의해 대체되거나 정복되었다. 세계 각지에서 독립적으로 발생한 농업 발견에 따라 그 시기는 지역에 따라 다른데, 유럽에서는 기원전 4,000년경 수렵채집민이 완전히 사라졌다. 일부 수렵채집민은 울창한 삼림 지대로 후퇴하여 원시적 삶의 방식을 계속 유지하기도 하였으나 청동기 시대와 철기 시대에는 이러한 마지막 거점에서도 수렵채집민이 사라졌다. 오늘날 문명이 거의 닿지 않은 미접촉 부족 중에서도 수렵채집사회로 분류할 수 있는 집단은 극소수인데, 많은 사회가 채집 활동을 원예농업과 목축으로 보완하기 때문이다.
수렵채집사회의 모습이나 흔적은 북극 지역에서 열대우림, 사막에 이르기까지 지구 상의 모든 지역에서 찾을 수 있다. 19세기에서 20세기 사이에는 사회진화론이나 마르크스주의 유물사관에 따라 수렵채집사회에서 농경사회로의 이행을 필연적인 “진화”로 보고 이 역사적 단계를 세계적으로 적용했으나, 현대 인류학에서는 이러한 일률적인 적용에 대하여 회의론이 강하다. 지금까지 축적된 연구를 통해 아시아의 수렵채집사회와 같이 민족 간의 정치·생태학적인 권력관계를 통해 수렵채집으로 분업화되거나, 농경과 목축(반농반목)이라는 생업 형태로 명확히 전환하지 않은 사례가 있다는 것을 알고 있다. 그리고 역사적으로 대부분의 수렵채집사회는 주변 농경 사회와 교역 등에 의해 긴밀히 맺어진 사회였다.

## 같이 보기
- 인류학
- 비시장경제